# Plectocephalus
Plectocephalus là một chi thực vật có hoa trong họ Cúc (Asteraceae).

## Loài
Chi Plectocephalus gồm các loài: